# C/1970 K1 (Уайта — Ортиса — Болелли)
Комета Уайта — Ортиса — Болелли — яркая комета, появившаяся в 1970 году. На момент открытия она уже была видима невооружённым глазом и имела величину 1m. Комета относится к семейству околосолнечных комет Крейца, которое образовалось несколько столетий назад из осколков одной большой кометы.

## Открытие
Впервые комета была замечена 18 мая 1970 года Грэмом Уайтом (англ. Graeme White), астрономом-любителем из Вуллонгонга (Австралия). Он увидел комету вскоре после захода солнца в бинокль и описал её, как имеющую звездообразное ядро яркостью 1—2m и короткий хвост длиной 1°. Ещё раз он видел её 20 мая, как в бинокль, так и невооружённым глазом, к этому времени её хвост увеличился до 10°.
Независимое открытие было сделано 21 мая пилотом компании Air France Эмилио Ортисом (исп. Emilio Ortiz) примерно в 400 км восточнее Мадагаскара. Ортис наблюдал комету из своей кабины, описав её имеющей величину 0,5—1,0m и хвост 5—8° длиной. Несколько часов спустя Карлос Болелли (Carlos Bolelli), техник Межамериканской обсерватории Серро-Тололо, сделал третье независимое открытие. Болелли видел только хвост кометы, так как голова была скрыта за горизонтом.
В течение нескольких дней поступило ещё множество сообщений об обнаружении кометы, но согласно порядку присвоения астрономических названий комета может получить имя только трёх первооткрывателей. Все наблюдатели были из южного полушария из-за расположения орбиты кометы по отношению к Земле.
Комету можно было видеть низко в небе только в течение короткого времени после заката, а наилучшие условия для наблюдения представились 24 мая. После этого яркость кометы начала резко падать, и к 1 июня её нельзя было различить невооружённым глазом. Последнее отчётливое наблюдение было сделано 7 июня, тогда она выглядела как тусклое туманное пятнышко. Возрастающая яркость Луны и уменьшающаяся — кометы, сделали невозможными дальнейшие визуальные наблюдения.

## Научные результаты

Примерные взаимоотношения между различными членами семейства Крейца.

Неожиданное появление очень близко от Солнца и последующее быстрое падение её яркости подсказывали, что комета относилась к разряду околосолнечных, и вычисления орбиты, произведённые Брайаном Марсденом, подтвердили это. Марсден установил, что комета прошла перигелий 14 мая на расстоянии 1,35 млн км, или 2 солнечных радиусов.
Более того, вычисления указывали, что комета относится к семейству Крейца, образовавшемуся после разрушения одной гигантской кометы несколько веков назад, и которое включает в себя ярчайшие кометы, наблюдавшиеся за тысячелетие. Эти кометы путешествуют по схожим орбитам, поэтому наилучшие условия видимости возникают в южном полушарии, в период с августа по апрель. Кометы Крейца, появляющиеся с мая по июль, могут остаться незамеченными, так как в это время для наблюдателя с Земли их приближение скрыто прямо за Солнцем. Единственная комета, наблюдавшаяся с Земли в это время, комета Тевфика 1882 года, — была открыта во время полного солнечного затмения.
Перед появлением кометы Уайта — Ортиса — Болелли было принято делить семейство Крейца на две подгруппы, происходящих от распада двух гипотетических «суперфрагментов» родительской кометы; но C/1970 K1, похоже, не принадлежала ни к одной подгруппе. Проведённые исследования показали, что, скорее всего, она отделилась от суперфрагмента II перед основным его разрушением, поэтому она считается первым (и пока единственным) представителем подгруппы IIa.